# جاكلين نجوين
جاكلين نجوين (بالإنجليزية: Jacqueline Nguyen)‏ هي قاضية ومحامية أمريكية، ولدت في 25 مايو 1965 في دا لات في فيتنام.